# DeShawn Stevenson
Pour les articles homonymes, voir Stevenson.
DeShawn Stevenson, né le 3 avril 1981 à Fresno en Californie, est un joueur américain de basket-ball évoluant au poste d'arrière.

## Biographie
Il est drafté en 2000 en 23e position par le Jazz de l'Utah. Arrière athlétique, il joue pour cette franchise de 2000 à 2004, pour le Magic d'Orlando (2004-2006), puis pour les Wizards de Washington (2006-2010).
En 2008, il crée une mini-sensation juste avant les matchs de playoffs entre les Wizards et les Cavaliers en déclarant que LeBron James (l'un des tout meilleurs joueurs au monde, évoluant aux Cavaliers à cette époque) était surestimé. Cela lui vaut une réponse rappée par Jay-Z, grand ami de LeBron. Lors de ces matchs, Deshawn était bien décidé à en découdre avec LBJ, ne cessant jamais de le chauffer, de le chambrer ou de se moquer.
En 2010, il est envoyé aux Mavericks de Dallas avec Caron Butler et Brendan Haywood.
En 2011, DeShawn profite de la blessure de Rodrigue Beaubois et trouve une place de titulaire au sein de l'effectif des Mavs. Malgré tout, son temps de jeu reste faible au vu des bonnes performances de Jason Terry, sixième homme de l'équipe évoluant au même poste. DeShawn se fera remarquer tout au long de la saison jusqu'en playoffs pour son acharnement en défense et son adresse à 3 points. Il contribue au premier titre NBA de Dallas face au Heat de Miami.
Son désamour pour LeBron, évoluant de 2011 à 2014 au Heat, ne semble pas avoir baissé d’un pouce par rapport à ses années Wizards. Lors de son retour de Miami à Dallas après la victoire des Mavericks, DeShawn arborait un t-shirt faisant un "buzz" énorme où il était inscrit « Hey LeBron ! How’s my Dirk taste » (« Hey LeBron, quel goût a mon Dirk ? »), utilisant "Dirk" en référence à la star allemande des Mavericks (Dirk Nowitzki) mais en sous-entendant "Dick", organe sexuel masculin en anglais.
Après la fin de son contrat avec les Mavericks de Dallas, il signe pour la saison 2011/12 aux Nets du New Jersey.

## Palmarès
- Champion NBA avec les Mavericks de Dallas en 2011.
- Champion de la Conférence Ouest NBA avec les Mavericks de Dallas en 2011.
- Champion de la Division Sud-Ouest en 2010 avec les Mavericks de Dallas.

## Records sur une rencontre en NBA
Les records personnels de DeShawn Stevenson en NBA sont les suivants, :
| Type de statistique        | Saison régulière | Saison régulière                 | Saison régulière | Playoffs | Playoffs                 | Playoffs      |
| Type de statistique        | Record           | Adversaire                       | Date             | Record   | Adversaire               | Date          |
| -------------------------- | ---------------- | -------------------------------- | ---------------- | -------- | ------------------------ | ------------- |
| Points                     | 33               | @ Hornets de La Nouvelle-Orléans | 25 février 2008  | 19       | Cavaliers de Cleveland   | 24 avril 2008 |
| Paniers marqués            | 13               | @ Mavericks de Dallas            | 5 avril 2005     | 5        | 3 fois                   | 3 fois        |
| Paniers tentés             | 23               | @ Mavericks de Dallas            | 5 avril 2005     | 14       | 2 fois                   | 2 fois        |
| Paniers à 3 points réussis | 8                | @ Lakers de Los Angeles          | 30 mars 2008     | 5        | Cavaliers de Cleveland   | 24 avril 2008 |
| Paniers à 3 points tentés  | 12               | 4 fois                           | 4 fois           | 7        | 5 fois                   | 5 fois        |
| Lancers francs réussis     | 9                | @ Raptors de Toronto             | 30 janvier 2008  | 6        | @ Kings de Sacramento    | 30 avril 2003 |
| Lancers francs tentés      | 11               | 2 fois                           | 2 fois           | 6        | 2 fois                   | 2 fois        |
| Rebonds offensifs          | 4                | 7 fois                           | 7 fois           | 2        | 2 fois                   | 2 fois        |
| Rebonds défensifs          | 9                | Mavericks de Dallas              | 5 janvier 2004   | 5        | @ Cavaliers de Cleveland | 30 avril 2008 |
| Rebonds totaux             | 11               | Mavericks de Dallas              | 5 janvier 2004   | 5        | 4 fois                   | 4 fois        |
| Passes décisives           | 9                | @ Clippers de Los Angeles        | 7 décembre 2001  | 5        | 2 fois                   | 2 fois        |
| Interceptions              | 4                | 4 fois                           | 4 fois           | 3        | 2 fois                   | 2 fois        |
| Contres                    | 3                | @ Mavericks de Dallas            | 19 janvier 2002  | 2        | @ Cavaliers de Cleveland | 22 avril 2007 |
| Balles perdues             | 6                | 2 fois                           | 2 fois           | 3        | @ Cavaliers de Cleveland | 30 avril 2008 |
| Minutes jouées             | 49               | @ Lakers de Los Angeles          | 15 mars 2004     | 38       | @ Cavaliers de Cleveland | 19 avril 2008 |

- Double-double : 2
- Triple-double : 0